# ثونغ سين نيو
كانت بيتسي ثونغ سين نيو (22 مايو 1902-5 يناير 1996) ناشطة في مجال حقوق المرأة، وطبيبة، واقتصادية، وسياسية إندونيسية هولندية. ولدت في عائلة ثرية وتقدمية من البيراناكان من طبقة النبلاء «كابانغ أتاس» (الطبقة العليا) في باتافيا. شجعتها عائلتها على الحصول على التعليم، وهو أمر غير معتاد بالنسبة للنساء الإندونيسيات في ذلك الوقت. تأهلت للعمل كمسؤولة حسابات بعد أن أكملت دراستها الثانوية، ولكنها انتقلت إلى التعليم بسبب منع الأعراف الاجتماعية للنساء من العمل بالأعمال المكتبية. التحقت ثونغ بعد التدريس لفترة وجيزة في الجامعة الهولندية للأعمال في روتردام (جامعة إراسموس روتردام) لدراسة الاقتصاد في عام 1924؛ وحصلت على درجتي الماجستير والدكتوراه في الاقتصاد بعد تخرجها. التحقت بجامعة أمستردام لمتابعة دراستها الطبية في عام 1932.
التقت ثونغ خلال دراستها في هولندا بأليتا جاكوبس التي شجعتها على الانخراط في الحركة النسائية الهولندية وجمعية مصالح المرأة والمساواة في المواطنة. أصبحت ناشطة في مجال تحسين الوضع الاجتماعي والاقتصادي والمدني للمرأة؛ وكتبت مقالات للمجلات النسوية في كل من هولندا وجزر الهند الشرقية الهولندية. عادت ثونغ إلى باتافيا بعد حصولها على شهادتها في عام 1938، وفتحت عيادة طبية تركز على الاحتياجات الصحية للنساء والأطفال. واصلت مشاركتها النسوية وناضلت من أجل حق المرأة في الاقتراع. بدأت ثونغ حملتها الناجحة لتأمين حقوق الاقتراع للنساء المتعلمات بغض النظر عن عرقهن؛ وذلك بعد اقتراع الحكومة منح المرأة الأوروبية حق الاقتراع والحق في الترشح للانتخابات.
واصلت ثونغ عملها الخاص خلال الحرب العالمية الثانية، وتطوعت في مستشفى عام محلي وافتتحت مستشفى خاصًا لعلاج المرضى الأوروبيين. أصبحت ثونغ مسؤولة طبية للنظام المدرسي في جاكرتا عندما انتهت الحرب، ودخلت السياسة المحلية. انتُخِبت كأول امرأة عضو في المجلس البلدي لجاكرتا في عام 1949 ممثلة بيرساتوان تيونغوا (الحزب الديمقراطي الإندونيسي الصيني). سافرت إلى الخارج ممثلة بلدها في العديد من المناسبات منذ عام 1949 حتى عام 1965. عملت مترجمة للوفود التجارية وخبيرة اقتصادية في بعثات تقصي الحقائق إلى روسيا والصين. أُبعِدت عن العمل الحكومي بعد الانقلاب الإندونيسي في عام 1965 والتخلي عن الشيوعية. هاجرت ثونغ بشكل دائم إلى هولندا في عام 1968، وواصلت العمل هناك كطبيبة، وذلك بعد إدخال سياسات الاستيعاب لإجبار المواطنين الصينيين على أخذ أسماء إندونيسية. سعت بشكل رسمي للحصول على الجنسية في عام 1972، وحصلت على رتبة الفروسية في وسام أورانج ناسو في عام 1983. اشتهرت ثونغ في الصين وإندونيسيا وهولندا بسبب نشاطها الاجتماعي لصالح النساء والأطفال.

## حياة عملية

### بداية عملها والتعليم الإضافي
بدأت ثونغ العمل في عام 1930 كمساعدة طبيب وأخصائية اجتماعية في مستشفى يانغ سينغ آي (الاسم حاليًا: روماه ساكيت هوسادا)، التي أسسها الطبيب كوا تجوان سيوي. عملت مع نساء من أفقر أحياء باتافيا اللائي كن يعانين من سوء التغذية والفقر والأمراض التناسلية. شاركت أيضًا في عيادات الأطفال حيث علَمت النساء رعاية الأطفال وتحديد النسل. أسست ثونغ أول مدرسة داخلية للفتيات الصينيات في حي ويلغليغن الراقي خلال فترة عملها مع الطبيب. سعت ثونغ خلال فترة عملها كمديرة للمدرسة، إلى جانب طاقمها من الإناث، بكل نشاطها للتغلب على امتناع الآباء الصينيين عن تعليم بناتهم. عادت إلى روتردام بعد قضاء عام ونصف في باتافيا، وأكملت الدكتوراه في الاقتصاد في عام 1932.
قررت ثونغ دراسة الطب في جامعة أمستردام، مؤمنة، بعد تجربتها في العمل بالمستشفى، أن هناك حاجة لطبيبات في جزيرة جاوة الإندونيسية. استقالت من منظمة تشونغ هوا هوي في عام 1933، وانضمت إلى مجموعة الطلاب المنفصلة التي أطلقت على نفسها اسم نادي دراسة الطلاب الصينيين. واصلت مشاركتها في الأعمال النسوية، واستلهمت من الطبيبة والناشطة النسوية كاثرين فان توسينبروك التي شاركت في الحملة لتأسيس حزب نسائي. اعتقدت ثونغ أن الحزب النسائي لن يكون فعالًا في حال عدم اعتراف النساء بحاجتهن إلى الاستقلال المالي. بدأت في كتابة المقالات للمجلة الشهرية للمرأة الصينية، فو نو تسا تشيه، التي أسسها ليم سام تشيانغ أونغ في عام 1932 في مدينة مالانغ الإندونيسية. نشرت مقالات في المجلة النسائية الهولندية النساء والمجتمع، وتحدثت إحدى مقالاتها عن نضالها في التعليم وبحثها عن الاستقلال الاقتصادي.

### الدخول في السياسة
تقدمت ثونغ إلى انتخابات المجلس البلدي في عام 1948 كمرشحة عن بيرساتوان تيونغوا (الحزب الديمقراطي الإندونيسي الصيني)، إلى جانب واجباتها التعليمية وعملها الخاص، وانتُخِبت كأول امرأة تعمل في المجلس البلدي حيث عمل والدها أيضًا قبل عقود. أرسلت الحكومة الإندونيسية ثونغ كخبيرة اقتصادية مع العديد من المتخصصين المدربين الهولنديين في عدة بعثات لتقصي الحقائق في الخارج بين عامي 1949 و1952. عملت مترجمة فورية للعديد من الوفود التجارية في مدن مثل هلسنكي وموسكو معتمدة بذلك على مهارتها في اللغة الإنجليزية. سافرت ثونغ سبع مرات إلى الصين، إذ كانت المرة الأولى في سبتمبر عام 1951، وواصلت زيارة البلاد بشكل منتظم بين عامي 1955 و1965 نظرًا لإعجابها بماو تسي تونغ والشيوعية. حُظِر دعم الشيوعية في أعقاب الانقلاب الإندونيسي في عام 1965، وتوقفت رحلات ثونغ الحكومية. رفضت ثونغ سياسة تنفيذ الحكومة الجديدة في عام 1968 لسياسة الاستيعاب التي تطلبت من المواطنين الصينيين استخدام اسم إندونيسي، وهاجرت بشكل دائم إلى هولندا.

### العمل لاحقًا في هولندا
استقرت ثونغ في آيندهوفن حيث واصلت العمل كطبيبة في مركز صحي عام وفي دار للأطفال. حصلت ثونغ على الجنسية الهولندية في عام 1972 ثم تقاعدت في عام 1974 عندما أصبحت مؤهلة للحصول على معاش الشخص المسن. عادت لزيارة الصين في عام 1978، واشتهرت لمساهمتها في المنظمات الخيرية، بما في ذلك صندوق لإصلاح المدرسة الابتدائية في قرية أجدادها يونشان في مقاطعة هوا آن. كُرِّمت ثونغ برتبة الفروسية في وسام أورانج ناسو لمساهماتها في تحرير المرأة في 29 أبريل عام 1983.